# Leucoctenorrhoe
Leucoctenorrhoe là một chi bướm đêm thuộc họ Geometridae.